# الشركة السعودية لتمويل المساكن
الشركة السعودية لتمويل المساكن «سهل» هي شركة سعودية مساهمة، تأسست في عام 2007م ومقرها مدينة الرياض، كما أن الشركة مرخصة من البنك المركزي السعودي لممارسة نشاط التمويل العقاري في المملكة العربية السعودية. يبلغ رأس مال الشركة الحالي مليار ريال سعودي مقسم إلى 100 مليون سهم متساوية القيمة. حيث تم إدراج أسهم الشركة في السوق المالية السعودية (تداول) في 20 أبريل عام 2022م. توفر الشركة حلول التمويل العقاري لقطاع الأفراد تحت إشراف هيئة رقابة شرعية.

## نشاط الشركة
يتمثل النشاط الرئيسي للشركة في مزاولة أعمال نشاط التمويل العقاري للأفراد وفقاً لنظام الشركات ونظام مراقبة شركات التمويل ولائحته التنفيذية والأنظمة ذات العلاقة والقواعد والتعليمات الصادرة عن الجهات المختصة، حيث تقوم الشركة بمزاولة وتنفيذ الأغراض التالية:
- تمويل وشراء المنازل والأراضي السكنية والشقق بالمملكة العربية السعودية.
- تمويل العقارات التي يتم تطويرها من قبل جميع الشركات العاملة في مجال التطوير العقاري.
- تمويل إنشاء المشاريع التجارية والمشاريع الصناعي.
- إدارة الأصول المفرغة للملاك وللغير على سبيل الضمانات، كما يحق لها بيع وشراء العقارات للأغراض التمويلية التي أنشئت من أجلها الشركة وذلك بما عدا مكة المكرمة والمدينة المنورة.